# Leucophora elegans
Leucophora elegans är en tvåvingeart som beskrevs av Griffiths 1996. Leucophora elegans ingår i släktet Leucophora och familjen blomsterflugor.
Artens utbredningsområde är New York. Inga underarter finns listade i Catalogue of Life.